# Огура, Симпэй
Симпэй Огура (яп. 小倉 進平 Огура Симпэй, 4 июня 1882 — 8 февраля 1944) — японский лингвист, специалист по японской и корейской лингвистике, опубликовал исследования по диалектам Кореи. Тесно сотрудничал с Г. Рамстедтом в период пребывания последнего в Токио в должности временного поверенного в делах Финляндии в Японии.
В 1920-х годах Огура совершил первый прорыв в расшифровке песен хянга, которые сейчас являются ключевыми источниками по древнекорейскому языку. Огура провел обширное сравнительное исследование всех корейских диалектов. Отчасти из-за того, что такие исследования стали невозможными после разделения Кореи в 1945 году, его диалектная классификация до сих пор широко используется с некоторыми изменениями.
Одним из первых опубликовал подробные исследования в пользу родства японского и корейского языков.
Лауреат Императорской премии 1935 года Имперской академии наук Японии (ныне Японская академия наук).